# Amy Goldstein
Amy Goldstein és una directora, productora i guionista estatunidenca de vídeos musicals, sèries de televisió (HBO, Fox, CBS, Showtime, MTV), i llargmetratges. El seu treball s'ha presentat a festivals de cinema arreu del món.

## Carrera
Amy Goldstein es va graduar com a becari Louis B. Mayer a l'escola de cinema de la NYU. Goldstein ha dirigit vídeos musicals per a artistes d'arreu del món, com ara "Downtown Train" de Rod Stewart". El seu musical de vampires lesbianes, "Because The Dawn", es va estrenar al Festival de Cinema de Toronto el 1988. Amb Scott Kraft va coescriure i dirigir el llargmetratge, The Silencer, per a Crown International Pictures.
L'any 2000, Goldstein va dirigir el guardonat llargmetratge East of A sobre una família alternativa que s'enfronta als reptes de criar un nen amb VIH. L'Amy escriu per a televisió i cinema, incloent pilots per a HBO, CBS, Fox, Showtime i MTV, i un musical de hip-hop per a Polygram/Jersey Films. La seva pel·lícula documental de 2010 The Hooping Life tracta sobre el ressorgiment del hooping. El 2022, es va estrenar el seu documental The Unmaking of a College sobre la seva alma mater Hampshire College.

## Vida personal
Establerta a Los Angeles, és germana del crític de cinema i columnista de Los Angeles Times Patrick Goldstein.

## Llargmetratges
- The Unmaking of a College (2022)

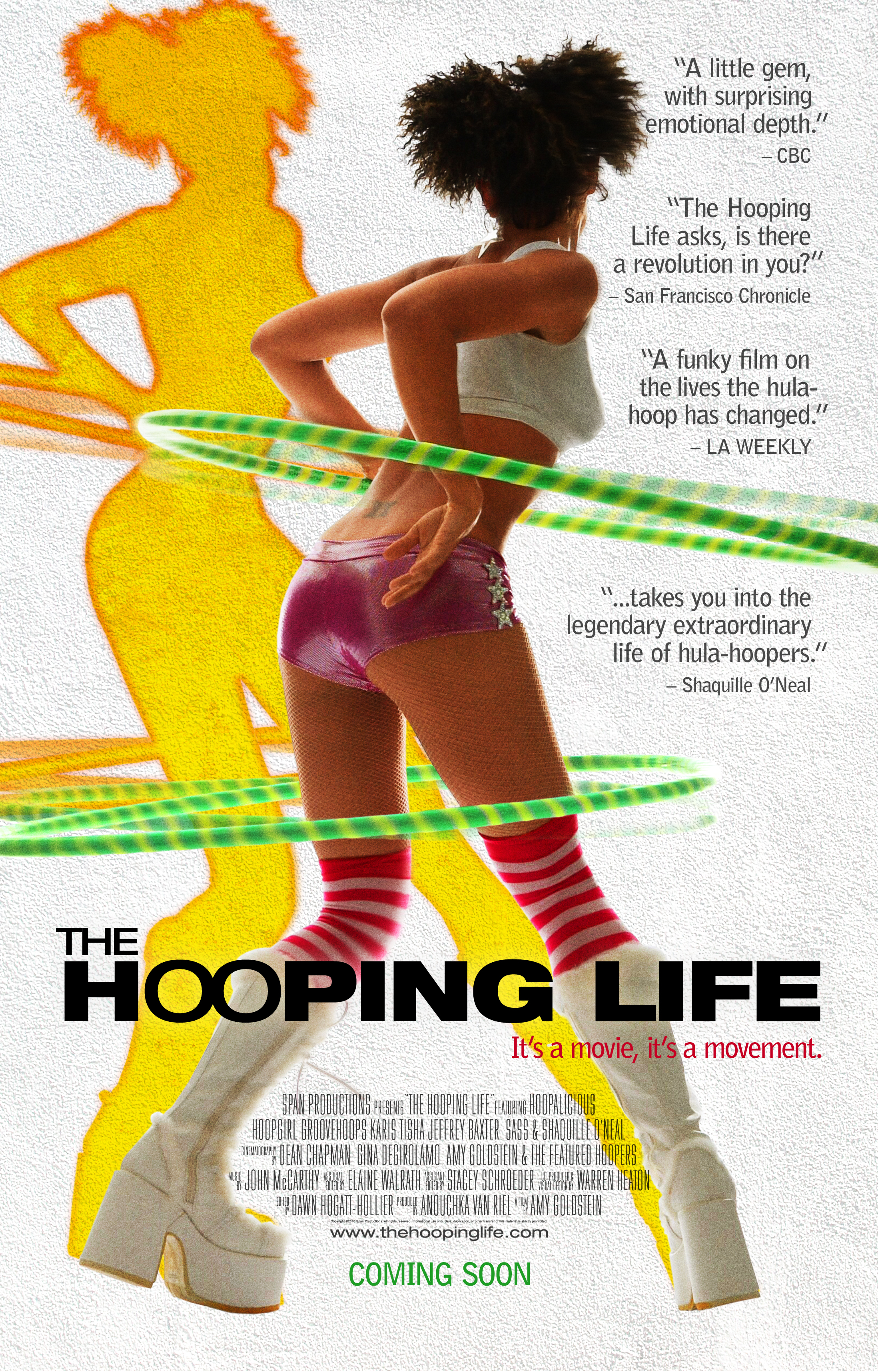
Cartell promocional de The Hooping Life

- Kate Nash: Underestimate The Girl (2018)
- The Hooping Life (2010)
- East of A, 2000
- Check Under The Hood (Script - Polygram/ Jersey Films)
- The Silencer, 1992
- Veronica Clare, 1991

## Pilots de televisió (Scripts)
- Zero Cool (Fox)
- Wildlife (CBS)
- No Man's Land (HBO)
- Boomerang Baby (MTV)

## Curtmetratges
- Because the Dawn, 1988
- Commercial for Murder, 1987[11][12]
- Black Tie, 1986

## Vídeos musicals
- 2014 Basement Jaxx, The Hooping Life
- Cinc vídeos musicals per a la cantant i actriu de Hong Kong Anita Mui
- 1995 Rod Stewart, "This"
- 1990 Rod Stewart, "Downtown Train" èxit número 3 al Billboard Hot 100, èxit número 1 a la llista de singles canadencs, 1r MTV.
- 1990 Kill for Thrills, “Commercial Suicide”

## Premis
- Receptor del 2008, HBO/DGA Directoring Fellowship
- Guanyador del 2000, Burning Vision Award, Festival Internacional de Cinema de Santa Barbara, per East of A
- Destacat director de llargmetratges del 2000, Festival de Cinema de Laguna Beach, per East of A
- Guanyador del 2000, Festival de Cinema de Telluride, per East of A
- 2000 Millor llargmetratge, Festival Internacional de Cinema de Rhode Island, per East of A

## Implicació de la comunitat
- 1998 "For Our Families" PSA per a The Human Rights Campaign National Coming Out Project amb Betty DeGeneres
- 1994-2003 Junta Directiva, Outfest